# Aphairesis

L'aphairesis (du grec ancien : ἀφαίρεσις) désigne la capacité d'abstraction dont dispose un sujet humain pour distinguer les propriétés universelles des propriétés particulières. Il s'agit d'un concept clef de la philosophie d'Aristote.

## Concept

### Utilisation pré-aristotélicienne
Le mot d'aphairesis est attesté en grec ancien avant les écrits du philosophe qui le mobilise le plus, à savoir Aristote. Platon l'utilise dans Le Sophiste, dialogue où il parle de la catharsis comme technique de réfutations des fausses opinions. Il décrit cette réfutation comme un rejet (aphairesis), ou d'une évacuation (ekbolê), ou encore d'une délivrance (apallagê).

### Utilisation par Aristote
Le concept d'aphairesis apparaît chez Aristote dans le cadre de sa théorie de la perception et de l'intellection. Le philosophe considère que c'est par cette capacité que l'individu doué de logos, c'est-à-dire de raison, met en œuvre des opérations mentales. Dans le cadre de la noèse (noesis), qui est intuition d'une forme (d'une essence, d'une substance...), la pensée dispose de la capacité de séparer et retrancher.
Cette faculté est utilisée, par exemple, en mathématiques. En retranchant une dimension comme la profondeur, on peut définir la surface, et en retranchant la surface, on peut définir la ligne. L'aphairesis est donc une capacité de soustraction, celle de retirer quelque chose à quelque chose, contrairement à la prosthesis, qui consiste à additionner, ajouter. Aristote appelle souvent les mathématiques « τα εξ αφαιρέσεις », c'est-à-dire « les résultats de l'abstraction » (aphaireseis).

## Postérité

### Philosophes antiques
Extrêmement complexe, ce concept a été discuté et débattu par la postérité. Christoph Helmig (de) soutient que l'aphairesis fait partie des quatre méthodes utilisées par les philosophes antiques post-Aristote pour former un concept universel, aux côtés de l'induction (epagôgê), la collection (athroisis) et l'anamnèse (anamnêsis).
Plutarque soutient que les idées sont obtenues par l'abstraction.

### Scolastique
Le terme est utilisé en scolastique. Son sens évolue et est modifié par plusieurs auteurs afin de le faire convenir à la théologie chrétienne. Boèce traduit aphairesis par abstractio en latin. On trouvait toutefois déjà le mot chez Alexandre d'Aphrodise.